# STS-84
La STS-84 è una missione spaziale del Programma Space Shuttle, la sesta ad attraccare alla stazione spaziale russa Mir.

## Equipaggio
- Comandante: Charles Precourt (3)
- Pilota: Eileen Collins (2)
- Specialista di missione: Carlos Noriega (1)
- Specialista di missione: Edward Lu, (1)
- Specialista di missione: Jean-François Clervoy (2)
- Specialista di missione: Elena Vladimirovna Kondakova (2)

### Partito e rimasto sulla Mir
- Specialista di missione: Michael Foale (4)

### Atterrato di ritorno dalla Mir
- Jerry Linenger (2)

Tra parentesi il numero di voli spaziali completati da ogni membro dell'equipaggio, inclusa questa missione.

## Parametri della missione
- Massa:
  - Navetta al rientro con carico utile: 100.285 kg
  - Spacehab-DM: 4.187 kg
  - Sistema di attracco della navetta: 1.822 kg
  - Carico per la Mir: 3.318 kg
- Perigeo: 377 km
- Apogeo: 393 km
- Inclinazione: 51,7°
- Periodo: 1 ora, 32 minuti e 18 secondi

### Attracco con la Mir
- Aggancio: 17 maggio 1997, 2:33:20 UTC
- Sgancio: 22 maggio 1997, 1:03:56 UTC
- Durata dell'attracco: 4 giorni, 22 ore, 30 minuti e 36 secondi